# ヤングドーナツ
ヤングドーナツは、岐阜県各務原市にある宮田製菓が製造・販売しているドーナツ菓子。1989年6月発売。宮田製菓の主力商品である。

## 概要
小型のドーナツ型の菓子で砂糖がまぶされている。宮田製菓は牛乳ドーナツなどの通常のドーナツも製造しているが別商品である。
発売当初の価格は30円だったが、2008年に10円値上げしたため、2022年時点では40円（税込）となっている。
内容は、個数は4個、入数が20×8、賞味期限80日となっている。

## 関連商品
- ヤングドーナツ チョコ味[2]
- サンリオキャラクターズ ヤングドーナツ[2]
- ドアラ[6]

## コラボレーション商品
- 限定パッケージボックス（Hololive所属のバーチャルYouTuber・夏色まつりとのコラボレーション）[7]
- ヴィレッジヴァンガードとのコラボレーション商品[8]